# Où avais-je la tête ?
Pour plus de détails, voir Fiche technique et Distribution.
Où avais-je la tête ? est un film français, sorti en 2007.

## Fiche technique
- Titre français : Où avais-je la tête ?
- Réalisation et scénario : Nathalie Donnini
- Pays de production :  France
- Genre : comédie
- Date de sortie : 2007

## Distribution
- Hippolyte Girardot : Paul-Vincent
- Judith Rémy : Agnès
- Antoine Réjasse : Olivier
- Philippe Rebbot : Alfred
- Jean-Pierre Cassel : Albert
- Marc Citti : Marc
- Sylvain Dieuaide : L'employé du théâtre